# 200033 Newtaipei
200033 Newtaipei este o planetă minoră (asteroid) din centura de asteroizi. A fost descoperită pe 6 august 2007 la Lulin Observatory⁠(d) de  și a fost numită după 新北市⁠(d). 
Obiectul prezintă o orbită caracterizată de o semiaxă mare de 3,1036926609854 UAi, o excentricitate de 0,17369800311504, o înclinație de 16,844039761924 ° în raport cu ecliptica.